# Les Noces de Pierrette
Les Noces de Pierrette é um óleo sobre tela do artista espanhol Pablo Picasso, datado de 1905. Foi, portanto, criado durante o famoso Período Azul, enquanto o artista vivia uma grande depressão devido ao suicídio do seu amigo Carlos Casagemas, em 1901.
Actualmente, a pintura está entre as dez mais caras do Mundo.

## O leilão
O sublime retrato de um grupo de pessoas de expressão triste, típicas do Período Azul, foi leiloado no Binoche et Godeau, em Paris, na França, no dia 30 de Novembro de 1989, a um milionário asiático pela quantia 51 670 000 de dólares. Imediatamente, a pintura tornou-se numa das mais caras já vendidas em alguma leiloeira.